# Бане (гмина)
Бане (пол. Banie) — сельская гмина (волость) в Польше, входит как административная единица в Грыфинский повет, Западно-Поморское воеводство. Население — 6404 человека (на 2005 год).